# Schlafverband
Von einem Schlafverband spricht man in der Verhaltensforschung, wenn sich einzelne Lebewesen an einem günstigen Platz nur zum Schlaf oder zur Überwinterung zusammenfinden.
Der Begriff schließt eine soziale Bindung meistens aus.
Beispiele für einen Schlafverband finden sich bei Fledermäusen, von denen sich häufig viele Individuen – auch verschiedener Arten – in geeigneten Höhlen oder Gebäuden zusammenfinden.
Siehe auch:
- Aggregation (Verhaltensforschung)
- Aggregationsverband